# Geldermalsen (schip, 1747)
De Geldermalsen was een spiegelretourschip dat in bezit was van de V.O.C. en op 4 januari 1752 verging in de Zuid-Chinese Zee.

## De bouw
In september 1746 besloten de directeuren van de Kamer van Zeeland tot de bouw van zes nieuwe schepen. Directeur Jan van Borssele, die meerdere belangrijke functies vervulde, bedacht de naam Geldermalsen voor een van de schepen. Deze naam ontleende hij aan het landhuis Geldermalsen dat in bezit was van zijn familie. De constructie van de Geldermalsen begon in oktober 1746. Negen maanden later, op 10 juli 1747, was het schip afgebouwd. De afmetingen van het schip waren 12 bij 42 meter. Het laadvermogen bedroeg 1150 ton. Aan boord was plaats voor ruim 300 bemanningsleden.

## De reizen
Ruim een jaar na haar gereedkomen, in augustus 1748, vertrok de Geldermalsen uit Rammekens voor haar eerste reis naar Oost-Indië. In 1750 kwam het schip aan in de plaats Kanton in China. Vervolgens werd zij ingezet op reizen naar andere Chinese steden. Op 18 december 1751 vertrok het schip vanuit Kanton terug naar Zeeland. Het schip was beladen met thee, zijde, porselein, een kist goud en enkele andere artikelen.

## De ondergang
Op 3 januari 1752 omstreeks zeven uur 's avonds sloeg het noodlot toe. Door een verkeerd uitgezette koers liep het schip onverwacht op het rif Geldria's Droogte in de Riouw-archipel en sloeg het lek. Om half één 's nachts zonk het, na eerst van het rif afgedreven te zijn. Tachtig bemanningsleden gingen met het schip ten onder; 32 bemanningsleden wisten zich te redden in twee reddingsboten, waarvan er overigens één lek was. Na een week van ontberingen – men beschikte slechts over één tonnetje scheepsbeschuit en een uit het water opgevist varkentje – bereikte men Batavia. Twee bemanningsleden overleden daar alsnog in het hospitaal.
De waarde van de verloren gegane lading werd door de V.O.C. geschat op fl. 714.963, de waarde van het goud op fl. 68.135. De waarde van het schip zelf werd vastgesteld op fl. 100.000.

## De ontdekking van het wrak
In 1984 werd het wrak van de Geldermalsen ontdekt. De lading van het schip werd geborgen door de Brit Michael Hatcher. Het porselein was na 233 jaar nog intact. De thee, die door het zeewater was gaan uitzetten, had het porselein met een beschermende laag omhuld. De ironie wil dat de kisten met porselein oorspronkelijk bedoeld waren als bescherming van de thee; zij moesten verhinderen dat lekwater de kostbare thee waardeloos zou maken. Het porselein was slechts een bijzaak voor de V.O.C.. In het schip mocht één laag met kisten porselein worden gestouwd tegen zeven lagen met theekisten.
De lading Chinees porselein die werd geborgen bestond uit ruim 160 duizend voorwerpen in de kleuren blauw en wit. Onder het porselein bevonden zich 40.000 theekommen en schotels, juskommen, botervloten, zoutvaatjes, beeldjes, heren- en kinderpo's, kwispedoors en bierpullen. Er bevonden zich ook complete eetserviezen in de lading, waarvan sommige zelfs geschikt waren voor een maaltijd met 144 personen.
De meest opzienbarende vondst was een prima geconserveerde verzameling van 125 zeldzame baren puur goud in twee types: langwerpige baren en zogeheten Nangkin shoes, helmvormige modellen. Het goud is extra waardevol door zeldzame Chinese inscripties die erop zijn aangebracht en die zoveel betekenen als "veel geluk".

## De veiling van de lading

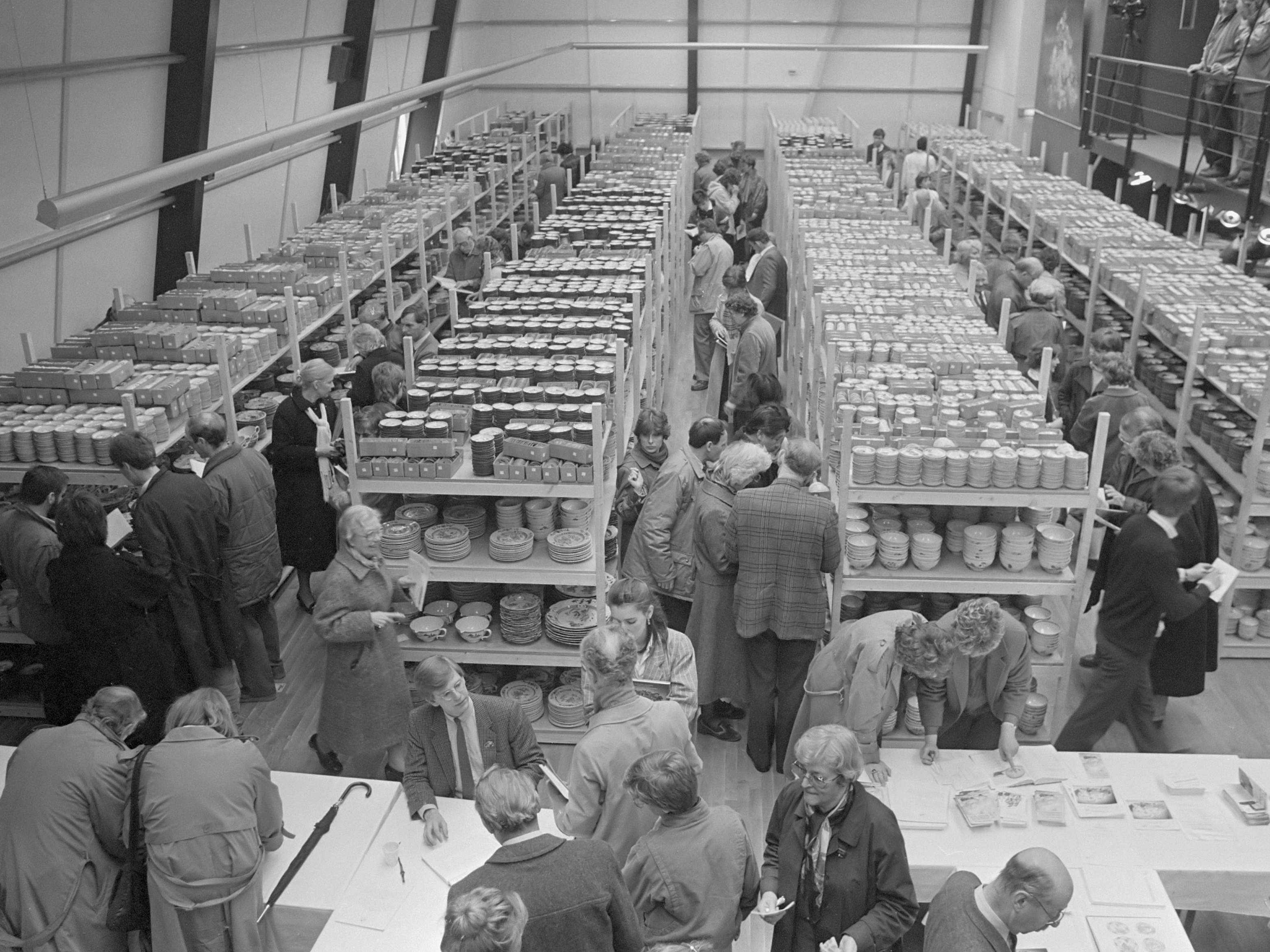
Nanking Cargo kijkdag bij Christie's (1986)

Een deel van de geborgen lading van de Geldermalsen werd in mei 1986 bij het veilinghuis Christie's in Amsterdam geveild. De 160.000 stuks porselein, het goud en de gebruiksvoorwerpen brachten ruim 37 miljoen gulden op.

## Het Groninger Museum
De berger Michael Hatcher schonk enkele belangrijke stukken 'Geldermalsen porselein' aan het Groninger Museum. In het kunstnijverheid paviljoen van het museum is een deel van dit porselein te zien in een aquarium dat is ingemetseld in de vloer.

## Het muZEEum
Artefacten afkomstig van het wrak (waaronder onderdelen van de brandspuit) persoonlijke bezittingen van opvarenden (kistdeksel, pijpekoppen) en bewapening (onder andere kogelmallen, en de reconstructie van een druif) zijn door het Rijk overgedragen aan het Zeeuws maritiem muZEEum worden getoond in het Open Depot.
Aagtekerke · Akerendam · Amsterdam · Arnhem · Batavia · Bleijenburg · Concordia · De Dry Heuvels · De Dry Papegaijtiens · Dromedaris · Duyfken · Eendracht · Eendraght · Fortuyn · Geldermalsen · Gouden Buys · Goudriaan · 't Gulden Zeepaert · Halve Maen · Hof van Zeelandt · Hollandia · Landskroon · Leeuwin · Magdalena · Mauritius · Meermin · Midloo · Negotie · Nieuw Hoorn · Nieuwvliet · Nijenburg · Oude Zijpe (1711) · Oude Zijpe (1740) · Prins Willem · Rarop · Ravenstein · Ridderschap van Holland · Saerdam · Schiedam · Valkenbos · Vergulde Draeck · 't Vliegend Hert · Voetboog · Wapen van Amsterdam · 't Wapen van Hoorn · Westerbeek · Wimmenum · Zuytdorp · Zeewijk